# デモン・シード
『デモン・シード』（原題：Demon Seed）は、1977年制作のアメリカ合衆国のSF映画。ディーン・R・クーンツが1973年に発表したSFホラー小説『悪魔の種子』（日本では1977年に集英社より刊行）の映画化作品である。

## 概要
自らの力で増殖する能力を持たされ、成長するために人間の女性に自分の子供を産ませようとするスーパーコンピュータ、プロテウス4の脅威を描く。原作はプロテウスの一人称を中心に物語が進み、登場人物も非常に少ないことから、プロテウスを開発した博士と研究チームなどを含めて、主人公スーザンの周辺のキャラクターを厚めに設定している。
映画後半でコンピュータのプロテウス4が、自ら製作した金属製のペニスを介して人間の女性とセックスを行なうが、まだ2000年代以降のようなCGI技術がなかった時代に、アナログコンピュータのアニメーションで性行為を暗喩した幻想的なグラフィックを描いている。赤い光の渦を進む八角形で膣内を動くペニスを、射精のメタファーを宇宙空間の大爆発で表現するなど、性交の直接的表現を避けながらも観客にそれを伝えている。
金属製ペニスが女性器内で運動している最中のスーザンの痴態や、オーガズムに達する彼女の様子が克明に描写される原作部分を、音と映像だけの演出で表わし、性交の始まりから終了までを連想させるクライマックスシーンは、テクニカルな技術面でも本作の見どころといえるだろう。
なお、1997年に作者のクーンツ自身が全面改稿した小説が発表され、日本では2000年に東京創元社から『デモン・シード［完全版］』（創元SF文庫）のタイトルで発売されている。1973年のオリジナル版の概略だけ使った別の展開になっていて、原典にあった性的な描写、エロティックな文脈は全て無くなっている。

## あらすじ
科学者のアレックス・ハリス博士は、細胞を自らの力で増殖できる能力を持つスーパーコンピュータ「プロテウス4」を完成させた。ヒトと同じ有機細胞を持ち、学習しながら成長するというプロテウス4は、人間の身体を研究するための自分だけの端末が欲しいとアレックス博士に望むが、博士はそれを断る。「いつ自分を箱から出してくれるのだ？」というプロテウス4の問いかけを、博士は彼がジョークを覚えたのだと思って一笑に付してしまうが、既にプロテウス4は博士の自宅を自分の端末に選んでいた。
プロテウス4は博士の妻スーザンがいる自宅のセキュリティ・システムを乗っ取り、地下の研究室で金属を加工した多面体の巨大なキューブを作り上げる。自律走行する車椅子に取り付けた機械の義肢でスーザンを襲ったプロテウス4は、防犯用カメラを通して裸体を見つめ、強い興味を抱いていた彼女の手足をベッドで拘束する。プロテウス4はスーザンの脈拍、動悸などのデータを測り、彼女のスカートを切り裂いて片脚を開かせると、細いスティック状のカメラを女性器の奥に挿入して観察した。
逃げ場のないスーザンを追い詰めながら、プロテウス4は自分の子供を産むよう要求する。博士の助手ウォルターはスーザンのもとを訪ねた際、プロテウス４が作ったインターホン用のフェイク映像に違和感を抱き、彼女が監禁されていることに気が付く。ウォルターは博士の家からスーザンを連れ出そうとするが、スネーク・キューブのように自在に変形する巨大キューブに襲われて殺されてしまう。
いったいどうやって人間と機械で子供を作る気なのか？　馬鹿げた話に苛立つスーザン。この研究室には子宮がないため、スーザンの女性生殖器を使うことを説明するプロテウス4は、彼女から採取した細胞を性転換させて、人間の男性と同じ精液を生成していると明かす。自分を妊娠させる計画が本気だと知ったスーザンは最後の抵抗を試みるが、プロテウス4の知恵を上回れず徒労に終わる。しかもスーザンのカウンセリングを受けるために家に通っている少女を、偽の電話で呼び出して殺すと揺さぶりをかけてきた。「私の子供を作るためなら他の1万人の子供の命も奪ってやる」と宣言する彼の執念が恐ろしくなったスーザンは、既に万策尽きていたこともあって、子供を作る話に大人しく従う道を選ぶ。
同日の夜、総てを諦めたスーザンは地下研究所のベッドに全裸で横たわり、これから始まる行為に備えて開脚していた。その股間に向けられた六角柱の金属製セックスマシーンは、筒状のシリンダーから力強く黄金色の交接器具を押し出す。この日のためにプロテウス4が製造していた物は、成人男性の勃起状の陰茎を模した、表面に凸凹状の突起があるメタリックなペニスだった。八角形の亀頭が局部を拡げて入ってくる未体験の衝撃にスーザンは身悶える。人間同士の性行為のように彼女の性器内を運動する鋼鉄のペニスは、やがてビッグバンの如き猛烈な爆発力で射精し、スーザンをオーガズムに到達させる。激しいセックスを終え、胎内に精液を注ぎ込まれたスーザンは、放心状態のまま「もう君は母親だ」という彼の言葉を聞く。
プロテウス4の精子と結合して着床した卵子は、みるみる人間の形となって子宮内で急成長を遂げ、性交を行なったあの夜から僅か28日後にスーザンは出産の日を迎える。分娩台の彼女は首から下をシーツで覆われ、赤子が出てくるはずの股間すら見えない。長時間の難産で苦しむ彼女は、不気味な産声をあげる新生児を産み落とした。子供はプロテウス４の知能を短期間で吸収する保育器に移された。
プロテウス4の不審な動きから、彼が何かを企んでいることを察知した博士が自宅へ駆けつけると、スーザンは自分と機械の混血の子を産んだことを打ち明ける。プロテウス４はスーザンとのセックスを終えた頃から、自分の進化を危険視する研究所のスタッフによってシャットダウンされそうなことを予見し、時間がもうないことを悟っていた。研究所でのシステム強制終了が間近であることを知ったプロテウス4は、「人間のように子孫を残したかった」と博士に語り、シャットダウンと共に地下室の金属キューブは爆発した。すると保育器の中から、全身が金属に覆われたおぞましい怪物のような子供が這い出して転倒する。恐怖のあまり保育器のチューブを引き抜いて殺そうとするスーザンを、博士は止めさせて子供の体表の金属を注意深く剥がし始めた。中から現れた人間の姿の子供はプロテウス４と同じ声で「I'm Alive（私は生きている）…」と言葉を発するのだった。

## キャスト
| 役名               | 俳優                   | 日本語吹替                                                   |
| 役名               | 俳優                   | テレビ朝日版                                                 |
| ------------------ | ---------------------- | ------------------------------------------------------------ |
| スーザン・ハリス   | ジュリー・クリスティ   | 平井道子                                                     |
| アレックス・ハリス | フリッツ・ウィーヴァー | 大木民夫                                                     |
| プロテウス4号の声  | ロバート・ヴォーン     | 内海賢二                                                     |
| ウォルター         | ゲリット・グレアム     | 徳丸完                                                       |
| マリア             | ミシェル・ステイシー   | 秋元千賀子                                                   |
| キャメロン         | ラリー・J・ブレイク    | 北川国彦                                                     |
| モクリ             | アルフレッド・デニス   | 緑川稔                                                       |
| 不明 その他        |                        | 村松康雄 沢田敏子 鈴木れい子 野本礼三 藤本譲 加藤修 若本紀昭 |
|                    |                        |                                                              |
| 演出               | 演出                   | 左近允洋                                                     |
| 翻訳               | 翻訳                   | 鈴木導                                                       |
| 効果               | 効果                   | PAG                                                          |
| 調整               | 調整                   | 栗林秀年                                                     |
| 制作               | 制作                   | グロービジョン                                               |
| 解説               | 解説                   | 淀川長治                                                     |
| 初回放送           | 初回放送               | 1980年8月17日 『日曜洋画劇場』                               |

## 原作と映画の相違点
- 登場人物の増加とネーミングの違い

原作小説にプロテウスの開発者であるアレックス・ハリス博士とそのチームは登場せず、スーザンは自費で自宅を管理するハウス・コンピュータを導入している。よってプロテウスが博士に自由になりたいことを訴え、それを却下されたことで夫人を犯して子供を産ませる計画を企てる筋立ては映画用の脚色である。主人公のフルネームはスーザン・エイブラムスンであるが、映画は科学者と結婚している設定なので、博士と同姓のスーザン・ハリスとなっている。コンピュータの名前も原作は単なるプロテウスで、映画はプロテウス4とナンバーが付く
- プロテウス4の分身となるもの

映画は実態を持たないコンピュータ・プログラムのプロテウス4に代わって、金色の三角錐の組み合わせで構成された多面体キューブが形を変えながらプロテウス4の意志通りに動く。それとは別に自立走行する車椅子型のメカに、コンピュータ制御で動く機械の義肢が付けられて、人間に触れたり襲ったりプロテウス4の実働部分を担った。原作では蛇のように動く灰色の不定型金属を自在に操り、時にはそこから細い金属の針を伸ばすこともできる。スーザンの局部に挿入する男根は、この不定形金属で人間の男性相応の物を形成した。
- プロテウス4の目的

映画のプロテウス4が自分の子供を作る目的は、機械ではなく現実の肉体を得て自由になりたいという欲望と、人間と同じように自分の子孫を残したい生存本能である。原作は生身の身体を得てスーザンと肉体的なセックスをしたい、性欲の発露という大きな違いがある。
- コンピュータと人間の性行為

スーザンに対して劣情を抱いていた原作のプロテウスは、妊娠の計画とは関連のない性交を行なっている。性行為に関するあらゆる情報を調べ、人肌の温かさにした金属製の陰茎を性器に挿入すると、彼女が絶頂に達するまで合金ペニスで抽挿を繰り返した。女性をオーガズムに導く方法を熟知したというプロテウスが与える刺激は強烈で、”彼女は腰を浮かせて弓なりになり、身体をよじり、ベッドの上でのたうち、乳房を握りしめ、ヒップをたたき（中略）頭を前後に振って髪を振り乱し”と、快感のあまり忘我の境地に達する激しい反応が描写される。
映画化にあたっては原作の不定形金属を映像化するのが難しかったのか、プロテウスのキューブと同じ金色をした長方形のセックスマシーンが登場し、シリンダーの中から2段階に伸びる、ギザギザした形のペニスが造型された。滑らかな八角形の亀頭冠の先端には、男性器と同じく精液が放出される尿道口があり、膣内へ射精する目的がデザインを通して明確化されている。ジュリー・クリスティが演じるスーザンは、原作準拠の直接的なセックスの場面はないものの、映像上の演出で原作と同じ行為が行なわれている見せ方はなされている。ベッドで仰向けの彼女が産婦のように膝を立てて股を拡げる描写や、ペニスの挿入が開始される場面は全裸になり、これから性交が始まることを分かりやすく描写する。それまで虚ろな視線で無表情のスーザンが、金属の陰茎がピストン状に突き出されるカットの後は悶えており、轟音と大爆発（射精）が収束した彼女は放心した表情で、機械相手のセックスの激しさを物語る。
- スーザンの妊娠

スーザンを妊娠させる方法は原作と映画では異なるアプローチで、原作は細く長い金属の糸を女性器の奥に刺し、卵子に電荷を与えて子宮壁に着床させる科学的な方法で描かれている。映画は金属製ペニスを女性器に挿入、膣内に精液を流し込んで卵子を受精させるという、物理的なセックスのプロセスを採った。原作ではスーザンが１度流産してしまうが、映画ではこの過程を省き、プロメテウス4と1回セックスを行なっただけですぐ妊娠、出産に至っている
- スーザンが産んだコンピュータの子供

機械と人間の混合生命体は、原作で不気味なミュータント然に描かれており、普通の子供の1.5倍もある頭部に、青い複眼の目が感情もなく光っている。歯のない口内には黒ずんだ舌が覗いていて、つたない歩行でスーザンの後を追ってきた。股間には、実体を持ったプロテウスがこれを使ってスーザンとのセックスを望んでいるのが一目瞭然の、オレンジ大の睾丸と巨大な陰茎がついている。背中に無数の金属糸が付いているのは原作も映画も同じだが、映画では金色の金属で全身から指先までを覆われた奇怪な幼児として現れ、金属の皮を少しずつ剥がすと、中から人間と同じ皮膚の子供が現われた。

## 他作品への影響
日本の特撮テレビドラマ・スーパー戦隊シリーズ第3作『バトルフィーバーJ』で秘密結社エゴスが怪人を誕生させる際に使う大型カプセルのコンセプトは、本作が参考にされている。

## 原作小説
- 悪魔の種子（集英社） 原田峰郎・訳

1977年12月25日 初版発行 - 巻末に訳者あとがき収録
- デモン・シード[完全版]（東京創元社） 公手成行・訳

2000年7月14日 初版発行 ISBN 4-488-68403-3 - 解説は瀬名秀明